# Bisdom Meerut
Het bisdom Meerut (Latijn: Dioecesis Meerutensis) is een rooms-katholiek bisdom met als zetel Meerut, in India. Het bisdom is suffragaan aan het aartsbisdom Agra. 

## Geschiedenis
Het bisdom werd opgericht op 20 februari 1956, uit delen van het aartsbisdom Agra.

## Parochies
Het bisdom had in 2021 een oppervlakte van 28.337 km2 en telde 38.187.220 inwoners waarvan 0,09% rooms-katholiek was.

## Bisschoppen
- Joseph Bartholomew Evangelisti (29 februari 1956 - 3 augustus 1973; aartsbisschop op persoonlijke titel)
- Patrick Nair (5 april 1974 - 3 december 2008)
  - Oswald Joseph Lewis (coadjutor: 21 november 1997 - 20 juli 2005)
- Francis Kalist (3 december 2008 - 19 maart 2022)
- Bhaskar Jesuraj (13 januari 2024 - heden)

## Galerij van afbeeldingen

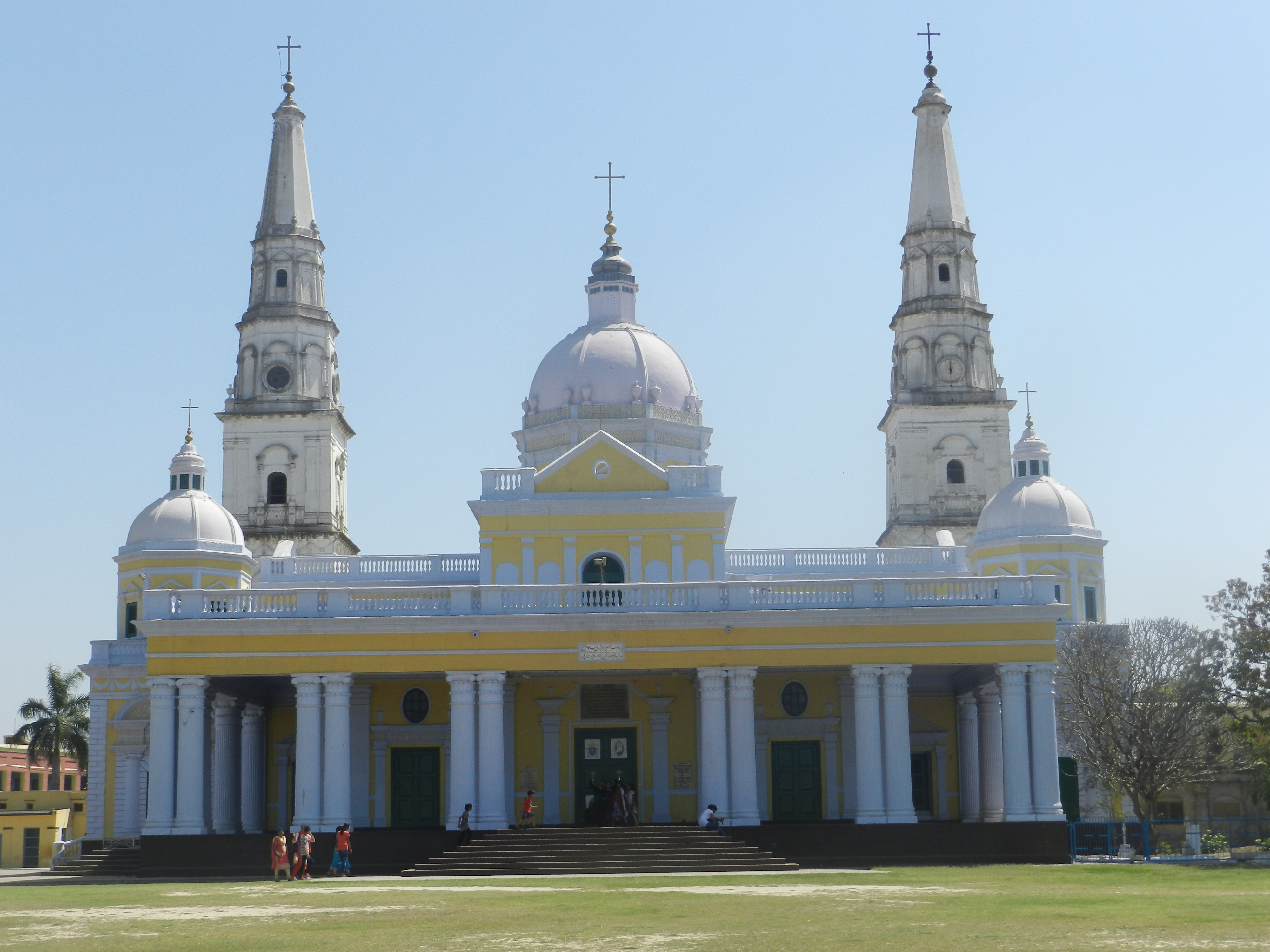
Basiliek Our Lady of Graces in Sardhana

Agra (aartsbisdom) · Ajmer · Allahabad · Bareilly · Bijnor (Syro-Malabar) · Gorakhpur (Syro-Malabar) · Jaipur · Jhansi · Lucknow · Meerut · Udaipur · Varanasi